# Salamá (kommun)
Salamá är en kommun i Honduras.   Den ligger i departementet Departamento de Olancho, i den centrala delen av landet, 110 km nordost om huvudstaden Tegucigalpa. Antalet invånare är 6 306. Arean är 338 kvadratkilometer.
Terrängen i Salamá är kuperad åt nordost, men åt sydväst är den bergig.